# Gli amari limoni di Cipro
Gli amari limoni di Cipro (in inglese: Bitter Lemons o anche Bitter Lemons of Cyprus) è un'opera autobiografica dello scrittore Lawrence Durrell, che descrive i tre anni (1953-1956) vissuti sull'isola di Cipro, libro che vinse il Premio Duff Cooper nel 1957, ed è il terzo volume di una trilogia dedicata alle isole greche.

## Il libro
Nel 1953 Lawrence Durrell si trasferi con la figlia Sappho Jane a Bellapais a Cipro, all'epoca colonia britannica, sperando di trovare la serenità necessaria per scrivere, comprando una casa e accettando un incarico di insegnante di letteratura inglese al Pancyprian Gymnasium. In seguito ebbe anche un incarico nelle pubbliche relazioni per il governo britannico. Durrell ritrova in Cipro la luminosa atmosfera della Grecia apparentemente integra. Sull'isola vi era una corposa comunità turco cipriota, e quando i ciprioti di origine greca chiesero l'enosis, l'annessione alla Grecia, i cittadini turco ciprioti ed inglesi si opposero. Scoppiarono disordini e scontri con la guerriglia indipendentista, gli attentati si moltiplicavano e le strade vennero pattugliate dai commandos. In questo contesto Durrell cercò di mediare tra i suoi connazionali e tanti amici greci e turchi che si era fatto sull'isola. Ma le truppe coloniali inglesi a presidio e gli amici di Durrell vengono minacciati di morte da elementi legati a EOKA se continueranno a incontrarlo. L'agitazione politica sull'isola e la sua posizione nel governo britannico pose Durrell tra le fazioni in guerra, rendendo anch'esso un bersaglio per tentativi di assassinio. La bellezza e l'armonia di un fragile universo di pace, fra coste di piante di arance, limoni e ulivi, viottoli, spiagge e chiacchiere in amicizia nei caffè del porto, nulla poterono di fronte alla violenza della storia. Allo scrittore non restò che abbandonare Cipro, poiché non era più in grado di offrirgli quello che lui vi cercava. Fuggirà dall'isola senza salutare i suoi amici nell'agosto del 1956.

## Edizioni
- Lawrence Durrell, Gli amari limoni di Cipro, traduzione di Luisa Corbetta, Collana: Narratori Giunti, Firenze, Giunti, 1994, ISBN 9788809204539, OCLC 797551437.